# Pompeu de Sá Leão e Seabra
Pompeu de Sá Leão e Seabra CSSp (* 19. Januar 1908 in Sobreira; † 7. April 1973 in Malanje, Portugiesisch-Westafrika) war ein portugiesischer römisch-katholischer Ordensgeistlicher und Bischof von Malanje.

## Leben
Pompeu de Sá Leão e Seabra trat der Ordensgemeinschaft der Spiritaner bei und empfing am 4. Oktober 1931 das Sakrament der Priesterweihe.
Am 20. Dezember 1962 ernannte ihn Papst Johannes XXIII. zum Bischof von Malanje. Der Erzbischof von Luanda, Moisés Alves de Pinho CSSp, spendete ihm am 10. März 1963 in der Kathedrale Nossa Senhora da Assunção in Malanje die Bischofsweihe; Mitkonsekratoren waren der Koadjutorerzbischof von Luanda, Manuel Nunes Gabriel, und der Bischof von Nova Lisboa, Daniel Gomes Junqueira CSSp.
Pompeu de Sá Leão e Seabra nahm an der zweiten, dritten und vierten Sitzungsperiode des Zweiten Vatikanischen Konzils teil.